# Torre Sol de Riu
La Torre de Sol de Riu o Torre de Suñer es construcción militar que está situada a unos 300 metros de la desembocadura del Río Sénia, en el municipio de Vinaròs (Provincia de Castellón, Comunidad Valenciana). En el pasado tenia la función de torre de vigilancia costera. El nombre hace referencia a una torre primitiva —desaparecida por la erosión marina— que luego se quedó la actual Torre de Suñer, heredando sus funciones y denominación oficial.
Tal como indica el Diario Oficial de la Generalidad Valenciana (DOGV) la Torre de Suñer también recibe el mismo nombre de la ya desaparecida Torre Sol de Riu. Esta misma denominación para ambas torres lleva en ocasiones a la confusión.

## Etimología
El topónimo Sol de Riu proviene del catalán y significa «suelo del río», en referencia al tramo final del cauce, en contraposición a Cap de Riu («cabeza del río»), usado para el nacimiento. Aunque en castellano podría confundirse con el astro «sol», su origen es la palabra catalana sòl («suelo» o «tierra»).

## Ubicación
La torre se encuentra en una extensa finca agrícola privada conocida como «Sol de Riu», con áreas de cultivo —principalmente naranjos— y jardines, delimitada al norte por el río Sénia, al este por el mar Mediterráneo, al oeste por la carretera N-340 y al sur por propiedades colindantes.

## Historia

### Torre Sol de Riu (desaparecida)

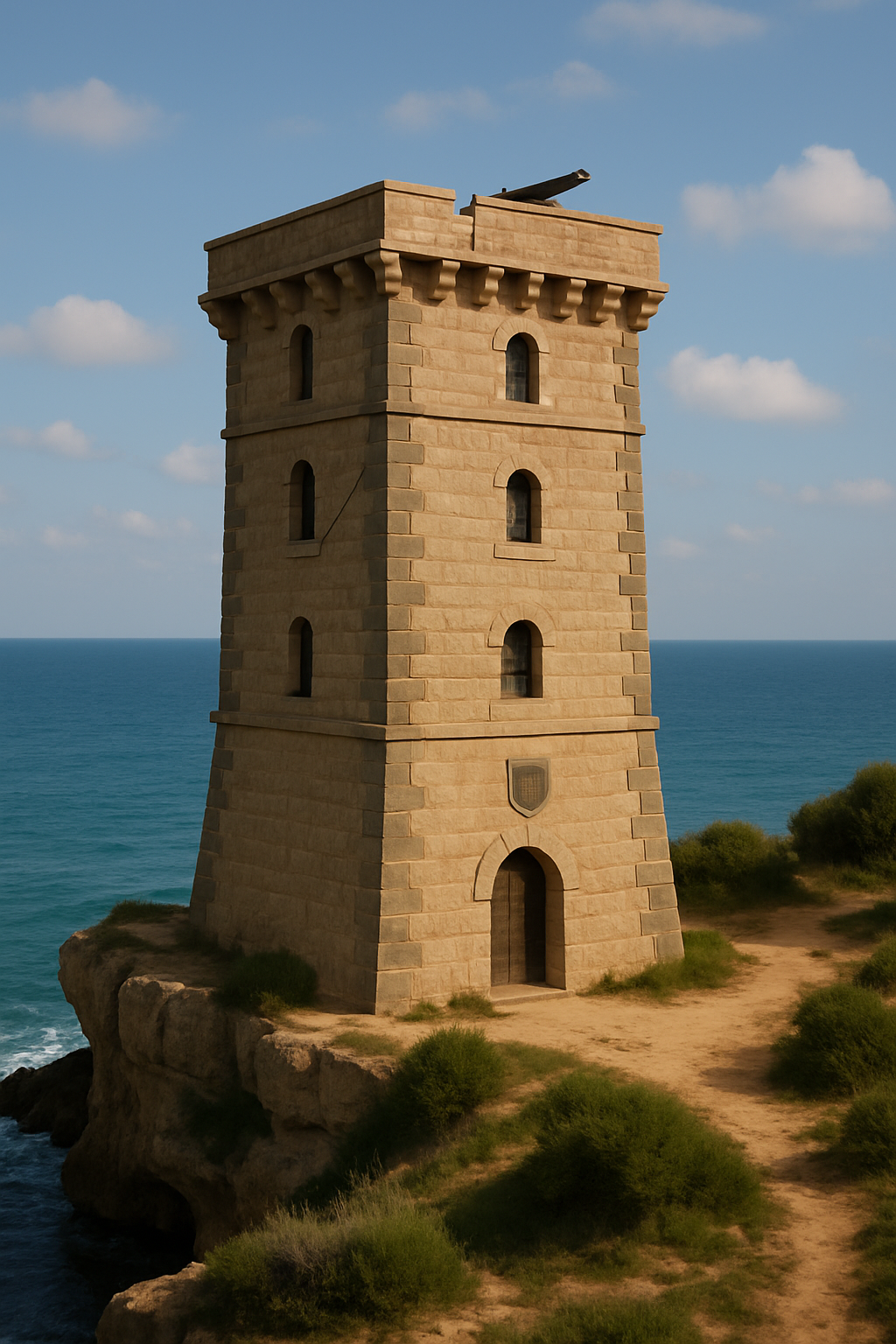
Simulacion de la desaparecida Torre de Sol de Riu

La torre primitiva de Sol de Riu era de planta cuadrada y construida sobre una punta rocosa que penetraba en el mar. Formaba parte del sistema de torres vigía del Reino de Valencia contra ataques de piratas berberiscos y otomanos. Pertenecía a la red de torres vigía costeras del Reino de Valencia y era la última torre al norte del Reino, en el municipio de Vinaròs. 
Se encontraba en la desembocadura del río Sénia y fue destruida por la erosión marina a principios del siglo XIX. Sus restos desaparecieron por completo a finales del siglo XX por la acción del mar.
Esta red de torres se financió mediante tributos al comercio de la seda, discutidos en las Cortes de 1547 y 1552. A partir de entonces, estas estructuras se denominaron Torres de defensa y vigía de la costa, consolidando su función estratégica en la defensa del litoral.
En el siglo XVI ya aparecía representada como atalaya en la desembocadura del río Sénia. En el mapa de 1612, impreso en Amberes por Abraham Ortelius, figura como "Torre del Sol". A partir de 1693 hasta mediados del siglo XIX aparece como "Torre del Suelo del Río".
Su actividad militar está documentada en las Ordenanzas del Duque de Maqueda y las de Vespasiano Gonzaga (1554-1557). El cronista Gaspar Escolano también la menciona como la última torre de la costa, con dos soldados a pie y dos a caballo, a una legua de Vinaroz en los siguientes términos: "El río Cenia tiene en su desembocadura una torre que es la postrera de la guarda de nuestra costa, con dos soldados de a pie y dos de a caballo, a una legua de Binaroz. Llámase la torre del Suelo del río, por estar fundada a su remate".
Según una inspección del estado de las torres de vigía por Juan Acuña en 1585:
"Es quadrada y tiene dos hórdenes de troneras,unas sobre otras, y sobre l puerta en lo alto de la torre tiene una garita que la guarda, ay en ella una piecezuela de artillería que tira pelota como una lima, y tiene para ella catarze o quinze pelotas, y tres arrovas de pólvora, y están en ella dos guardas con arcabuzes, y un atajador de a caballo que ataja hasta Vinaròs."
En 1607, Luis Carrillo de Toledo, Marqués de Caracena, inspeccionó la torre como parte de las visitas ordenadas en las Cortes de 1604. Se ordenó reparar dos cubiertas de madera derrumbadas para garantizar la habitabilidad de la guarnición y se confirmó la presencia de una pieza de artillería de libra y media (Borrás, 1979, 108; Bover, 2000). También aparece citada por el cronista Gaspar Escolano en 1611. Dice así un documento: “Vinaroz. Este dia (el 12) se visitó esta Villa. No tiene Torre ninguna. Púsose en esta parte un soldado de a caballo que sirva de atajador i de dar aviso a la Villa de lo que huviere. / Torre de Sol de Riu en fin del Reyno por la parte de Levante. En trese del dicho se visitó esta torre. Hallóse en ella una pieça de artilleria que tira libra y media de bala. Hanse de entablar de nuevo dos cubiertas que tiene de madera, que estan cahidas, que sin ellas no pueden habitar los soldados ni vivir en ella.”
En 1641, durante el conflicto con Cataluña, el Virrey de Valencia, Duque de Medinaceli, ordenó garantizar un salario justo a los soldados destinados allí. 

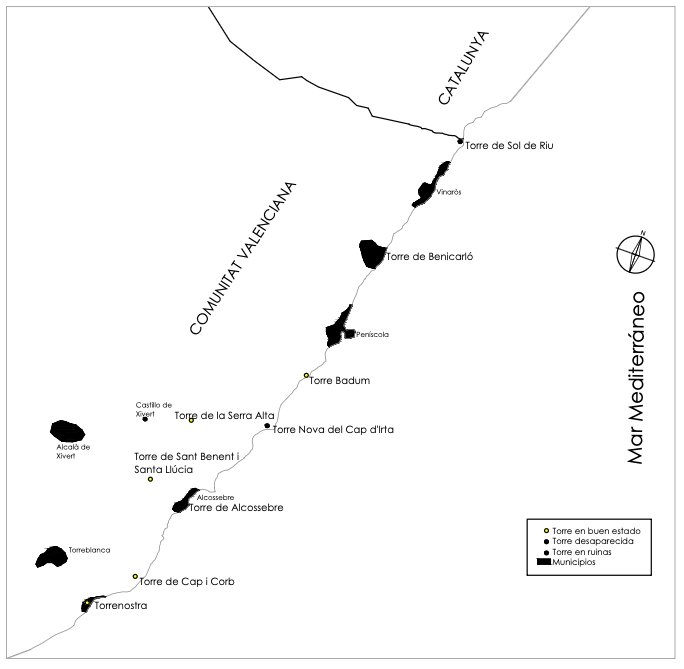
Mapa de la red de torres de vigía del Reino de Valencia

La Ordenación del 28 de junio de 1673 relativa a la vigilancia del litoral del Reino de Valencia, establecía comunicación diaria con Vinaròs mediante un atajador: un soldado que, cada mañana, partía de la villa para llevar el parte a la guarnición y garantizar su seguridad, regresando después a la población. Además, se establecía que, en caso de amenaza, Vinaròs debía enviar refuerzos a la torre para reforzar la guardia. La torre se consideraba de vital importancia, al ser fronteriza con Cataluña.
El documento del Archivo de Simancas de 1763 "Relación de la Obras y Reparos más urgentes que se deben ejecutar para la recomposición de la torre del Sol del Río. Año 1763", proponía la construcción de una escollera de piedra delante de la torre para protegerla de la erosión marina, pero no se obtuvo financiación. A lo largo del siglo XVIII, los informes de reparación fueron constantes.
Durante el reinado de Carlos IV (1788-1808), se reforzó la vigilancia del norte del Reino, aunque con la caída de Argelia en 1832, la amenaza de los piratas termino y las torres perdieron su importancia estratégica, aunque siguieron en uso para vigilancia.
El 23 de diciembre de 1850 se entregó al Cuerpo de Carabineros como residencia para un soldado y su familia, encargado de vigilar la costa frente al contrabando.

En un informe en 1870, se advierte que el mar ha socavado la cimentación en dos tercios y la torre está en peligro de derrumbe, por lo que no se recomienda su conservación. Se recomendó levantar un nuevo cuartel para los Carabineros en los terrenos anexos de la torre capaz de albergar a dicho destacamento y sus familias. Esto fue impulsado por el comandante jefe de la comandancia don José de Porras al visitar la ciudad, acompañado del maestro de obras Sr. Pellicer (esto queda recogido en una nota del periódico local El Mediterráneo, 15 de noviembre de 1882)

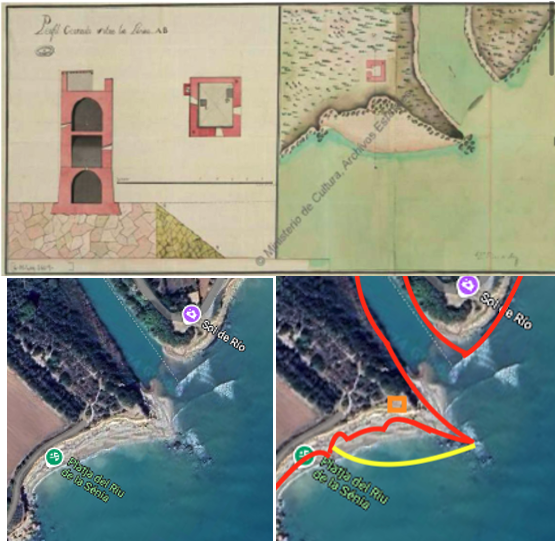
Erosion de la costa del emplazamiento

En 1929, el escritor A. Valls publicó una crónica en Heraldo de Vinaroz sobre la vida en la casilla de los Carabineros de Sol de Riu:
“Soy un enamorado del mar, y su vista ejerce sobre mí una atracción extraña y placentera. Ante su inmensa soledad hay algo incomprensible que nos afecta directamente; como si de su inquieta superficie nacieran visiones de fantástica idealidad. En mi paseo campestre cotidiano, lleno de panoramas y efluvios saludables, aprovechando la calidez del sol y la frescura del día, mis pasos me llevan hasta la desembocadura del río Cenia, donde años atrás se levantaba la torre mudéjar, a punto de derrumbarse por el oleaje que socavaba sus hondos cimientos. Es un trozo de costa con el encanto agreste de las rocas y la suavidad de los espacios arenosos. Un poco más allá, se destaca como un pequeño pabellón blanco la Casilla de Carabineros, donde el cabo don Felipe Sanz tiene bajo su mando a seis miembros de tan simpático destacamento. Llego hasta allí y recibo una grata acogida. Aquellos carabineros de antaño, adustos y mal vestidos, han desaparecido. Todos ellos son hombres educados, correctos, y se muestran satisfechos de su oficio. Cada uno cultiva su pequeña parcela de tierra, y en su tiempo libre cuidan conejos y gallinas, que les proporcionan entretenimiento y un ingreso extra. En las barracas, fuera del cuartel, cocinan y comen como si estuvieran en campaña. Algunos los encuentro leyendo, y me saludan con toda corrección. El cabo, a quien distingo con mi amistad, insiste en que me siente a su mesa y, ante su oferta y la invitación de su buena esposa, no tengo más remedio que aceptar. Para complacerme, me enseñan toda la casilla, de antigua y deficiente construcción, pero limpia, ordenada y decorada con buen gusto. Sobre la mesa se ven algunos libros, y como todos ellos sienten afición por la lectura, les prometo traerles algunos ejemplares, lo cual celebran y me agradecen sinceramente. La comida me la sirven en una barraca, bajo un techo de cañas que me da la ilusión de estar en el interior de un pailebote frente a una playa exótica. Me quedo allí un rato charlando con ellos. Se muestran satisfechos del Cuerpo, y esperanzados por el proyecto de los nuevos cuarteles, ya aprobado por el Gobierno, que tanto ha de beneficiarles. Lo esperan con viva ilusión, como si su casa-cuartel fuese para ellos el honor de la patria. Me despido con la promesa de volver otro día, y el cabo Sanz, que me acompaña hasta el puente de la carretera, deleitándome con su conversación, me repite con un fuerte apretón de manos: ¡Los libros, los libros; no se olvide de mandarnos libros amigo Valls!”
Finalmente, la torre fue abandonada y colapsó por el efecto del mar a finales del siglo XIX. A inicios del siglo XX aún quedaban restos visibles, hoy completamente desaparecidos. La erosión marina continúa en la actualidad.

### Actual Torre Sol de Riu (Torre de Suñer)

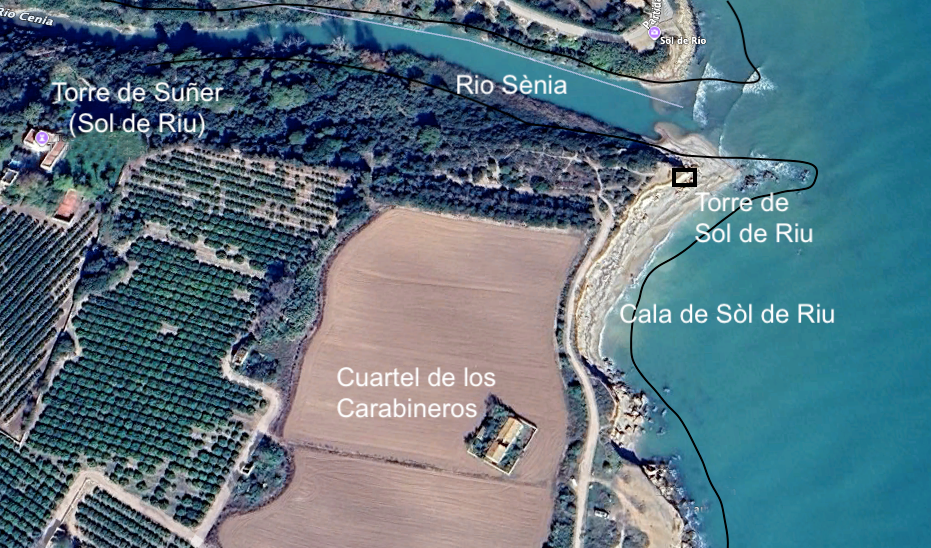
Plano actual con antigua linea de costa

Posiblemente el origen del edificio se remonta a época romana, con una base rectangular y muros de carga de una sola planta. Situado unos 300 metros tierra adentro, el edificio adoptó el nombre y funciones de la torre primitiva de Sol de Riu, situada sobre una punta rocosa en la desembocadura del río Sénia, tras su desaparición por la erosión marina. Formaba parte del sistema de torres vigía del Reino de Valencia.  
El cuerpo central del castillo adyacente fue construido por los árabes a finales del siglo VIII sobre restos romanos, apareciendo en mapas del siglo XIII como fortaleza. Según la tradición oral, en el año 777 el emir Abderramán I acampó allí con sus tropas de camino de Zaragoza para enfrentarse al gobernador Sulayman al-Arabi.  
En 1532, Carlos I de España y V del Sacro Imperio donó el castillo y sus tierras a Loduvicus Suñer, en reconocimiento a sus servicios prestados, armándolo caballero (y a sus descendientes) y otorgándole escudo de armas. El documento original se conserva en poder de los actuales propietarios.  
En 1585, Juan de Acuña menciona la fortificación. El marqués de Caracena la cita en 1607 y Gaspar Escolano en 1610.
En 1608 se añadieron dos los cuerpos laterales que tiene en la actualidad. 
En 1785, Carlos III de España se hospedó en el castillo para supervisar las obras del puerto de San Carlos de la Rápita, dentro de su ambicioso plan de real población para la zona. En ese contexto, ordenó la construcción del Palacio Real de San Carlos de la Rápita, que serviría como residencia de verano y centro representativo para la corte. La obra quedó inacabada tras la muerte del monarca en 1788, y hoy solo se conservan ruinas parciales conocidas como Les ruïnes del Palau Reial, protegidas como Bien de Interés Cultural.
Tras la desaparición de la torre original, el edificio actual —situado unos 300 metros tierra adentro— adoptó su nombre y funciones. 
Durante la Primera Guerra Carlista y la Guerra Civil Española, la torre de Suñer sufrió saqueos y la destrucción de gran parte de su documentación histórica y mobiliario.  
En la actualidad se conserva en buen estado, y sigue perteneciendo a la familia Suñer, emparentada en la línea femenina con la rama canaria Machado.  

## Arquitectura

#### Arquitectura de la torre desaparecida

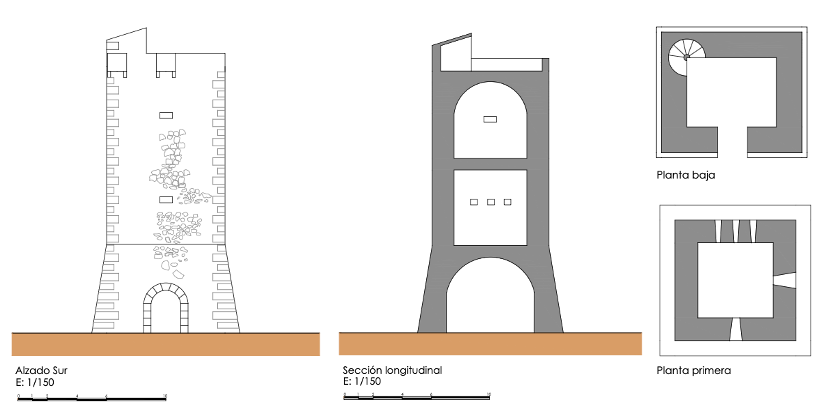
Simulación estructural de Sol de Riu

Según las descripciones históricas, tenía planta cuadrada, muros de mampostería y almenas en la parte superior. Disponía de acceso elevado y ventanas de pequeño tamaño para la vigilancia. En su interior existían estancias sencillas destinadas a la guarnición y almacenamiento de pólvora.
La primera planimetría de la torre fue realizada en 1763 por Pedro de Ara y se conserva en el Archivo General de Simancas. Según dicho plano:
- Planta: rectangular, tres alturas.
- Primer nivel: sala abovedada con trampilla al segundo piso.
- Segundo y tercer nivel: cubiertas planas o abovedadas con aspilleras.
- En el tejado había una cubierta parcial.

Una inspección de 1870, ordenada por el Ingeniero General, la describía así:
- Torre ubicada en una llanura junto al mar, cerca de la desembocadura del río Sénia.
- A 1,5 horas de Vinaròs y media hora de la carretera Valencia-Barcelona.
- Base cuadrada de 8 m x 8 m, altura de 18 m y tres pisos.
- Plataforma superior para artillería y matacán sobre la entrada.
- Puerta de hierro reforzada, escalera de caracol estrecha, y acceso al terrado por escalera de mano.
- Construcción en mampostería y sillares, posible escudo sobre la entrada.
- Puede alojar hasta 18 hombres.
- Dispone de un terreno anexo de 10.200 m² de tierra de baja calidad.

#### Arquitectura de la torre actual

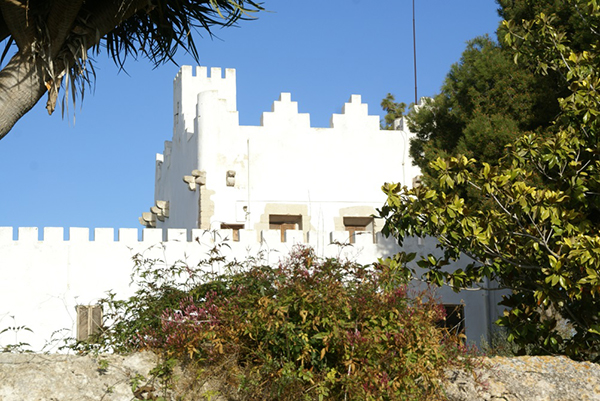
Vista del edificio desde el este

El edificio presenta una planta cuadrada dispuesta en forma de «L», y está rematado por almenas dentadas que coronan la estructura en su parte superior, característico de fortalezas y palacios con función defensiva, que buscaban ofrecer protección y vigilancia frente a posibles ataques. Consta de cuatro niveles escalonados, articulados por ventanas recercadas en mampostería, que aportan ritmo a la fachada. La entrada principal se abre mediante una puerta de acceso en arco de medio punto, resaltando el carácter defensivo de la construcción. En la segunda planta destaca un garitón, testimonio de la función vigilante original del inmueble, mientras que en la zona superior se conservan restos de matacanes, indicando antiguas soluciones defensivas. La cuarta planta cuenta con un pequeño torreón con una campana en su parte frontal.
Toda la edificación se encuentra encalada de blanco, a excepción de los recercados de las ventanas y el arco de entrada, que mantienen el color natural de la piedra. 
En su fachada lateral se encuentra un escudo heráldico de la familia Anglés, colocado alrededor de 1810 por Mariano de Suñer Soler para su esposa Antonia Anglés. 
En el interior se conservan arcos góticos y una escalera de piedra de caracol para acceder a las plantas superiores. 
La finca incluye jardines con zonas amuralladas en su recinto central, naranjos, frutales y, en su parte externa, playas de arena y zonas de canto rodado. 

## Protección
La torre está protegida por el Decreto de 22 de abril de 1949 sobre la protección de los castillos españoles (BOE núm. 125, de 5 de mayo de 1949) y la Ley 16/1985, de 25 de junio, del Patrimonio Histórico Español (BOE núm. 155, de 29 de junio de 1985), figurando en la categoría de «monumentos militares».